# Pinus brutia
Pinus brutia, cunoscut sub numele de pin turcesc, este o specie de pin originară din regiunea estică mediteraneană. Cea mai mare parte a gamei sale se află în Turcia, dar se extinde și la sud-estul Bulgariei, insulele din Marea Egee de Est, Creta, Crimeea, Iran,  Georgia, Azerbaidjan, nordul Irakului, vestul Siriei, Liban și Cipru.  În general, apare la altitudini joase, mai ales de la nivelul mării la 600 metri (2.000 ft), până la 1.200 metri (3.900 ft) în sudul gamei sale.